# Ken Murray
Ken Murray (14 de julio de 1903-12 de octubre de 1988) fue un animador, actor y autor estadounidense.

## Biografía
Su verdadero nombre era Kenneth Doncourt, y nació en la ciudad de Nueva York, en el seno de una familia dedicada al vodevil. Según su autobiografía (Life on a Pogo Stick), Murray cambió su nombre porque no quería que el éxito de su padre le influenciara, y su ambición era hacer una carrera artística por sí mismo.
Se hizo famoso por sus "Blackouts," un show de variedades representado en el Teatro El Capitán en Vine Street, en Hollywood. El espectáculo de los Blackouts se mantuvo casi nueve años.
En la Segunda Guerra Mundial fue uno de los muchos famosos en trabajar voluntariamente para Hollywood Canteen. Posteriormente presentó The Ken Murray Show, un programa seminal de música y humor transmitido en la cadena televisiva CBS entre 1950 y 1953. Murray filmó a celebridades de Hollywood y recopiló las filmaciones en colecciones como Hollywood Without Makeup (1963).
También fue autor de varios libros, incluyendo su propia historia publicada en 1960 y la única biografía completa editada sobre el empresario teatral de Broadway Earl Carroll. También trabajó en un episodio de la sitcom de 1964-1965 de la cadena ABC The Bing Crosby Show, así como en el film de 1966 de Walt Disney Follow Me, Boys!.
Como actor participó, entre otros films, en El hombre que mató a Liberty Valance en el papel del doctor Willoughby.
Ken Murray falleció en Burbank (California), en 1988, a los 85 años de edad.
Por su contribución a la industria radiofónica, se le concedió una estrella en el Paseo de la Fama de Hollywood, en el 1724 de Vine Street.

## Filmaciones compiladas
- Ken Murray's Shooting Stars (1979)
- Hollywood, My Home Town (1965)
- Hollywood Without Makeup (1963)

## Libros
- The Body Merchant: The Story of Earl Carroll  (1976)
- The Golden Days of San Simeon (1971)
- Life on a Pogo Stick: Autobiography of a Comedian  (1960)
- Ken Murray's Giant Joke Book  (1954)
- Hellions' Hole  (1953)
- Hellion's Hole / Feud In Piney Flats (1953)
- Ken Murray's "Blackouts of 1947"  (1947)
- Ken Murray's" Blackouts of 1943"  (1943)
- Foolin' around  (1932)